# Netball

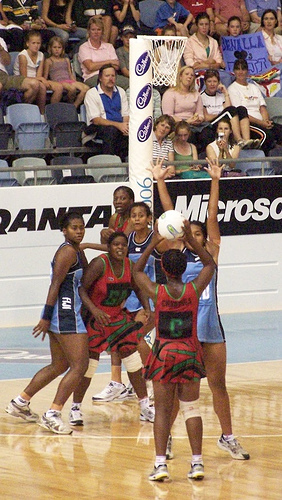
Mecz netballu

Netball – gra zespołowa, powstała przez niezrozumienie zasad koszykówki.

## Opis i zasady
Zespół w netballu składa się z 7 osób, a boisko ma wymiary 30,5 na 15,25 metrów. Tak jak w koszykówce, kosz znajduje się na wysokości 3,05 m, jednak nie posiada tablicy. Czas gry to 60 minut (4 kwarty po 15 minut).
Netball jest szczególnie popularny wśród kobiet w Australii i Nowej Zelandii.

## Linki zewnętrzne

Boisko

## Historia
Clara Gregory Baer otrzymała listem od Jamesa Naismitha zasady gry w koszykówkę, jednak błędnie je zrozumiała. Dorysowane ołówkiem linie miały oznaczać obszar, po którym zawodnicy powinni się poruszać, jednak według interpretacji Clary Baer, nie można było ich przekraczać. Pierwszy mecz w netball odbył się w 1895 roku.